# Klouzek
Klouzek (Suillus) je rod hub z čeledi klouzkovitých (Suillaceae). Houby tohoto rodu tvoří mykorhizu především s jehličnany.

## Popis
Klobouk je masitý, většinou slizký a i za sucha lesklý. Vyskytují se však i druhy s kloboukem šupinatým a suchým klouzek (hřib) strakoš. Na klobouku je zejména v mládí patrné velum, ale není to 100% pravidlem. Právě slizkost klobouku někdy může odrazovat od sběru, slizkou vrstvu lze ale většinou snadno sloupnout. Snad v případě, kdy je plodnice vystavena přímému slunci, může být oloupání klobouku obtížnější. Třeň je s prstenem nebo s gutačními kapkami. Pouze vzácně je holý. Výtrusný prach je rezavě až olivově hnědý. Výtrusy jsou elipsovité až vřetenovité, hladké.

## Obchod
Obchodování je v České republice povoleno pouze s některými druhy. Jsou to: klouzek bílý (jen mladé plodnice), klouzek kravský (jen mladé plodnice), klouzek obecný, klouzek sličný, klouzek slizký, klouzek strakoš a klouzek zrnitý. Při prodeji je dovoleno oloupání klobouků.

## Chráněné druhy
Některé druhy klouzků se v České republice vyskytují zřídka nebo zcela výjimečně a zasluhují proto ochranu. U druhů označených jako CR (kriticky ohrožený) je v případě nálezu doporučeno kontaktovat nejbližší mykologickou společnost a tuto skutečnost ohlásit.
Seznam ohrožených druhů dle Červeného seznamu hub (makromycetů) České republiky (2006).
| český název                      | vědecký název                  | stupeň ohrožení v Česku |
| -------------------------------- | ------------------------------ | ----------------------- |
| Klouzek douglaskový Landkammerův | Suillus lakei var. landkammeri | EN                      |
| Klouzek sibiřský                 | Suillus sibiricus              | CR                      |
| Klouzek tridentský               | Suillus tridentinus            | EN                      |
| Klouzek žlutavý                  | Suillus flavidus               | EN                      |

## Galerie

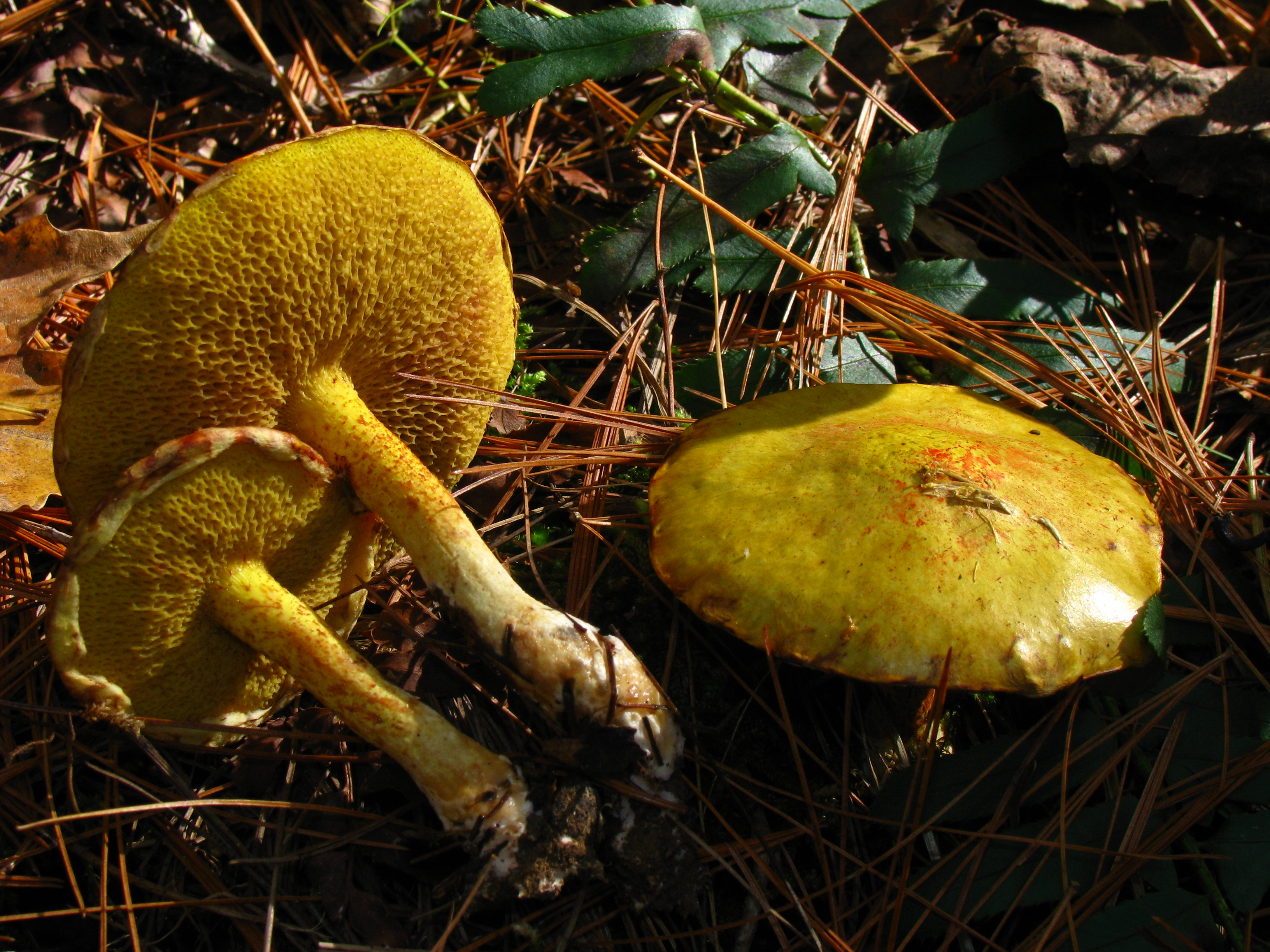
Suillus americanus
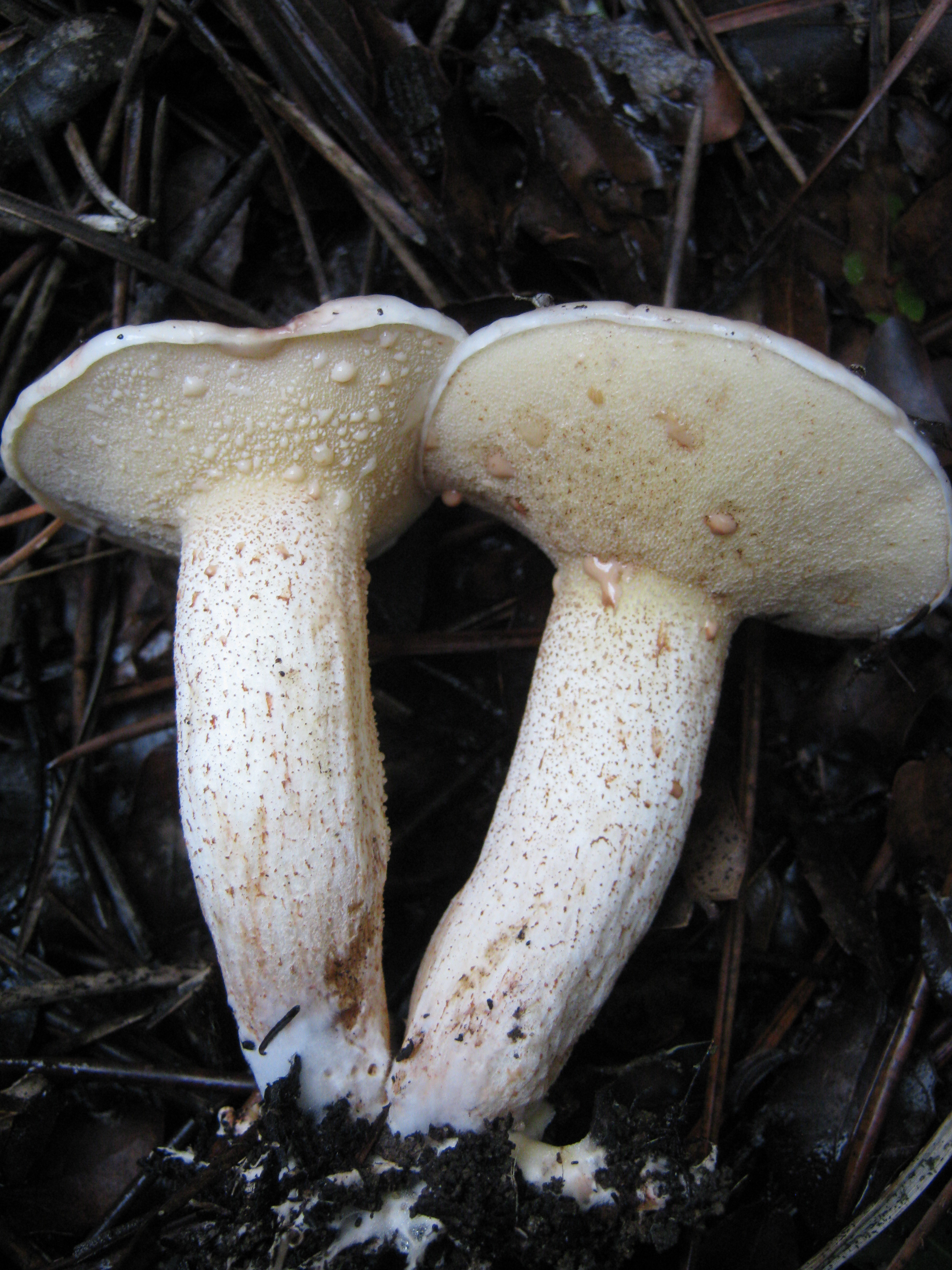
Klouzek Belliniho Suillus bellinii
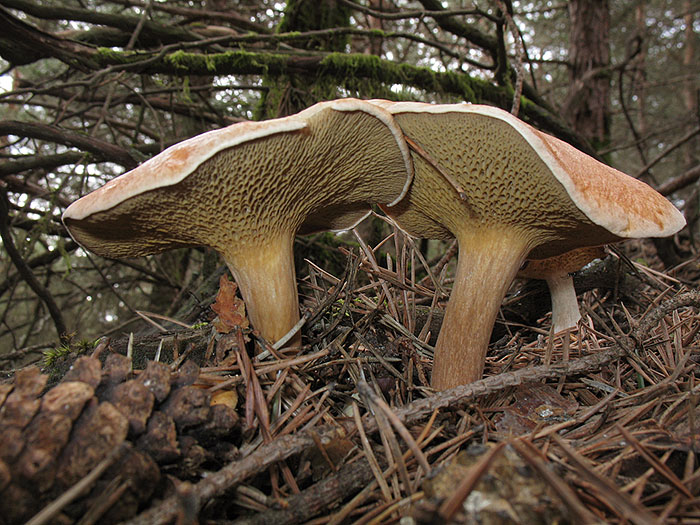
Klouzek kravský Suillus bovinus
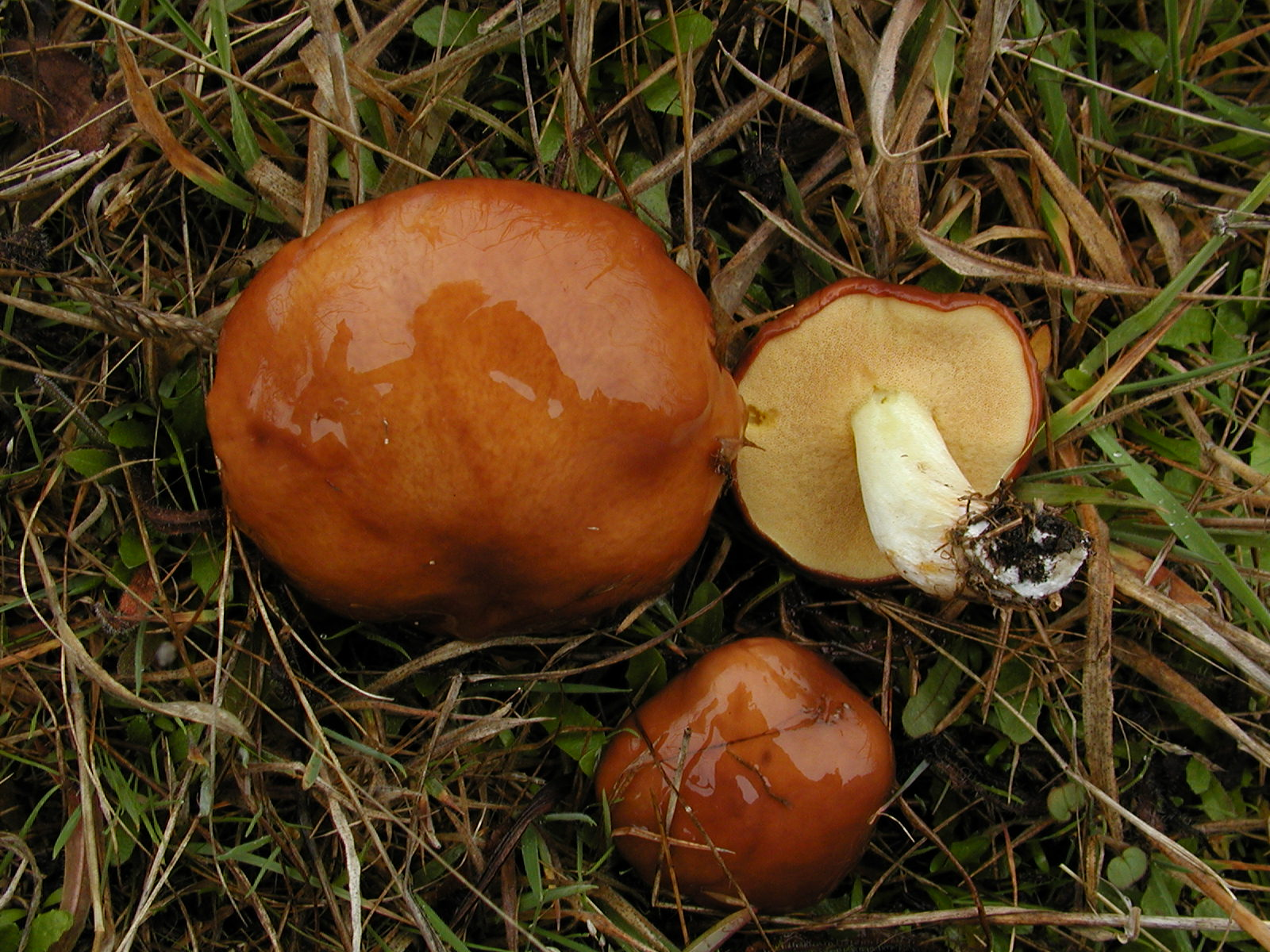
Suillus brevipes
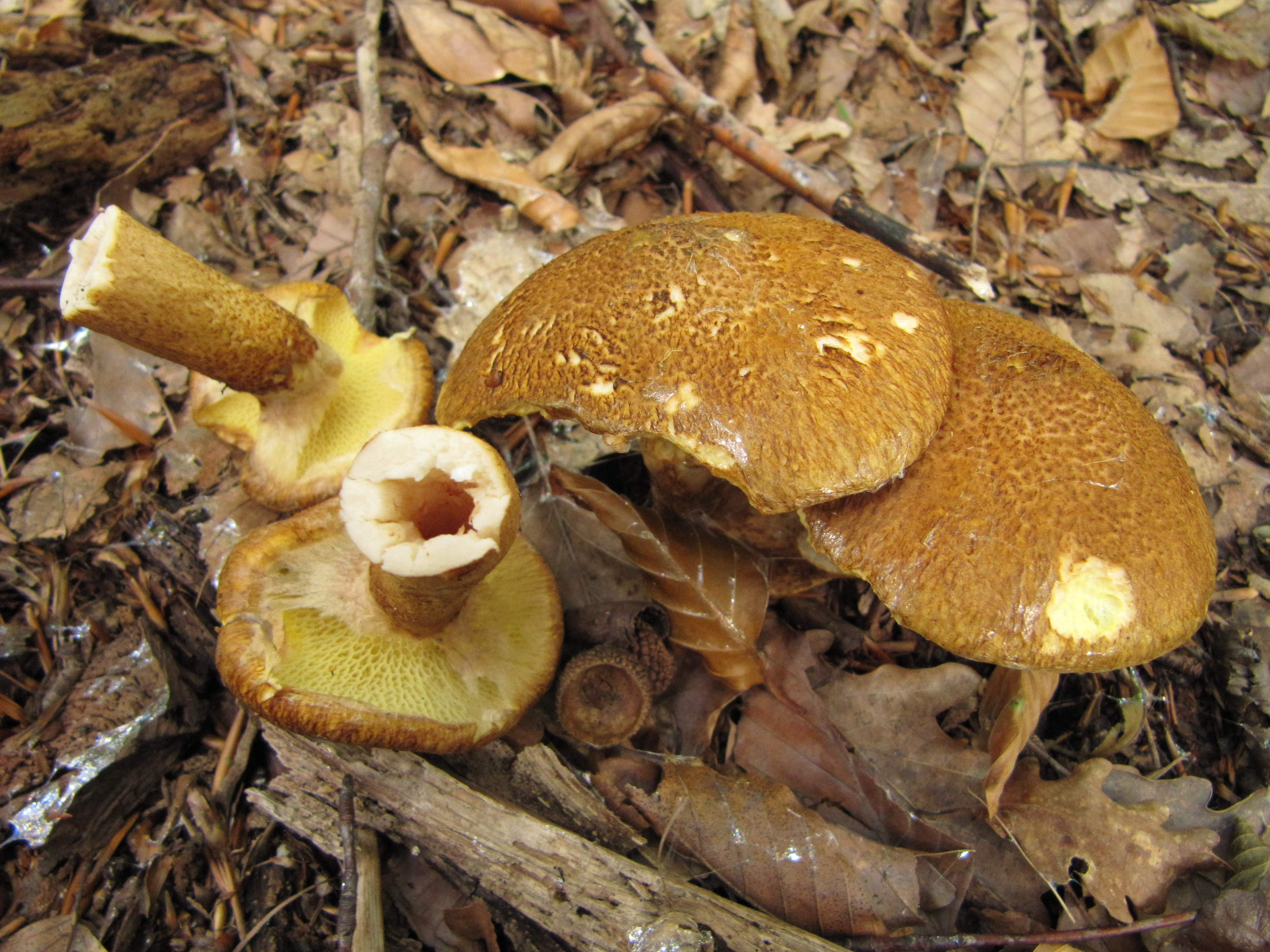
Klouzek dutonohý Boletinus cavipes
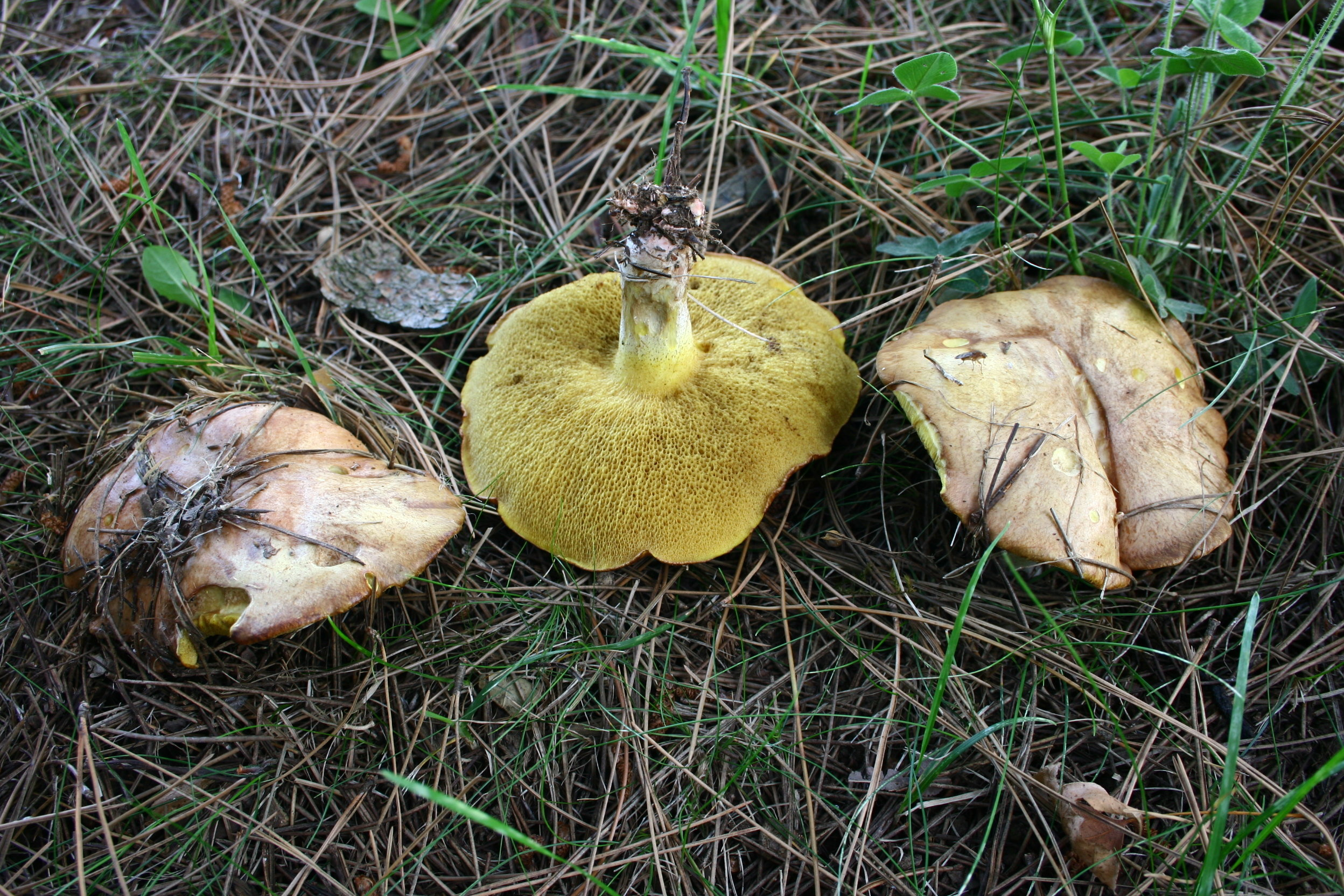
Klouzek žíhaný Suillus collinitus
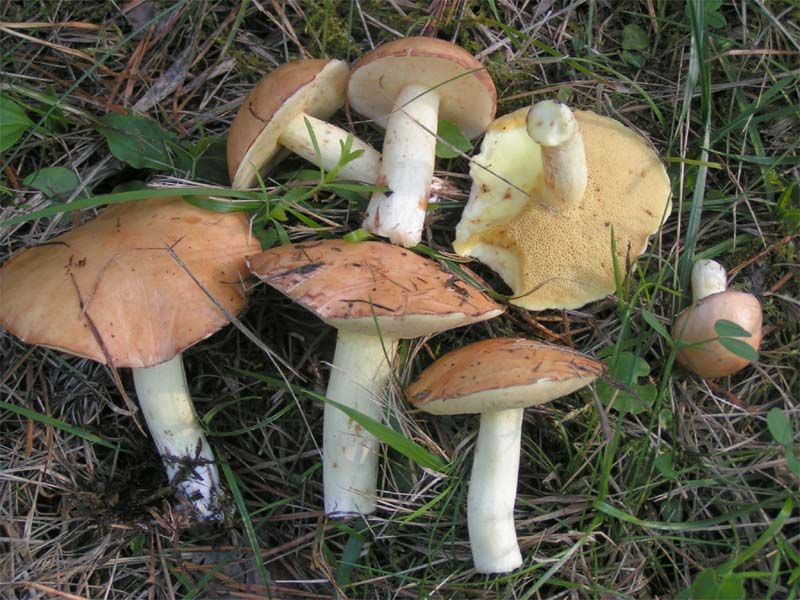
Klouzek zrnitý Suillus granulatus
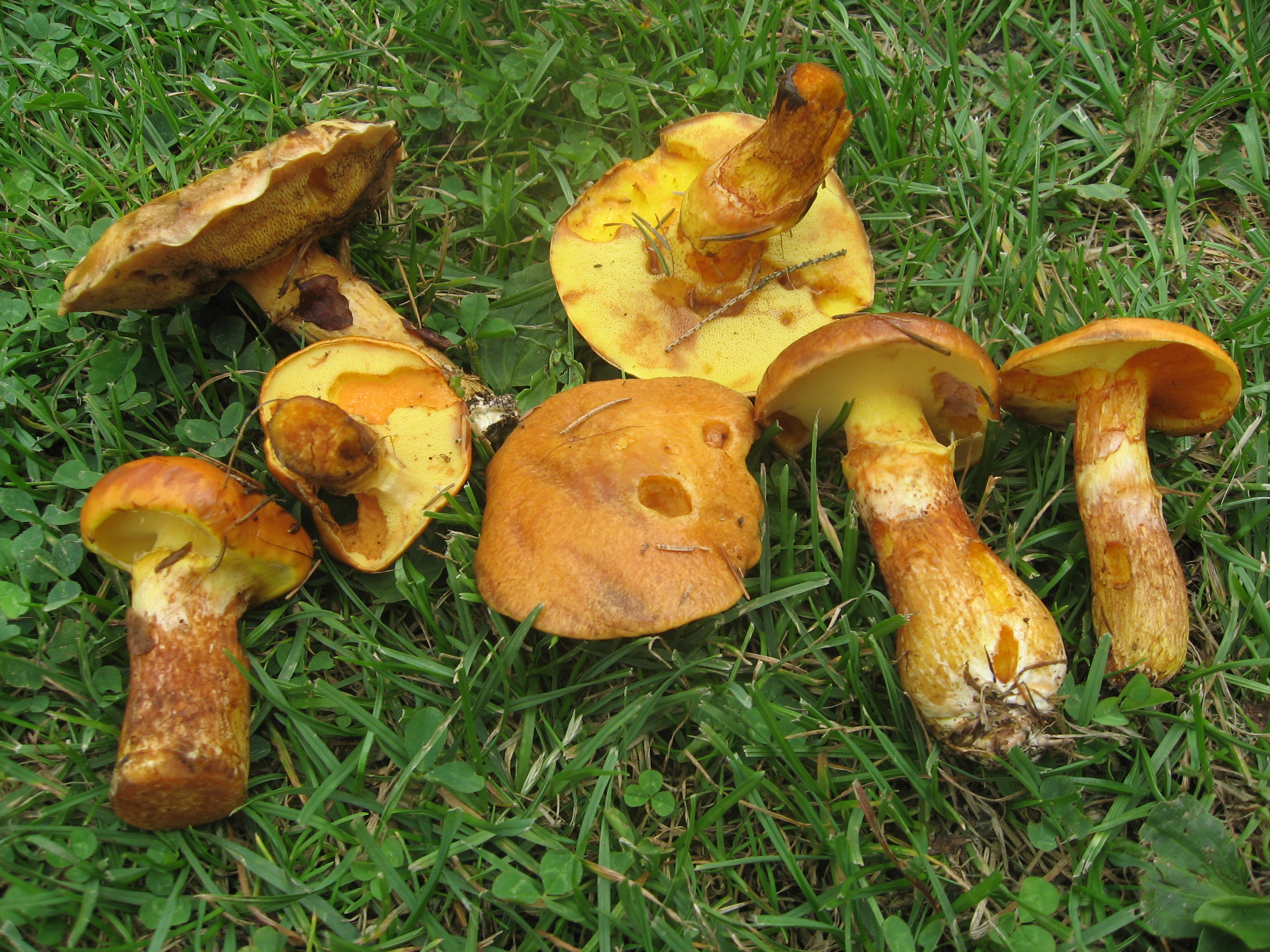
Klouzek sličný Suillus grevillei
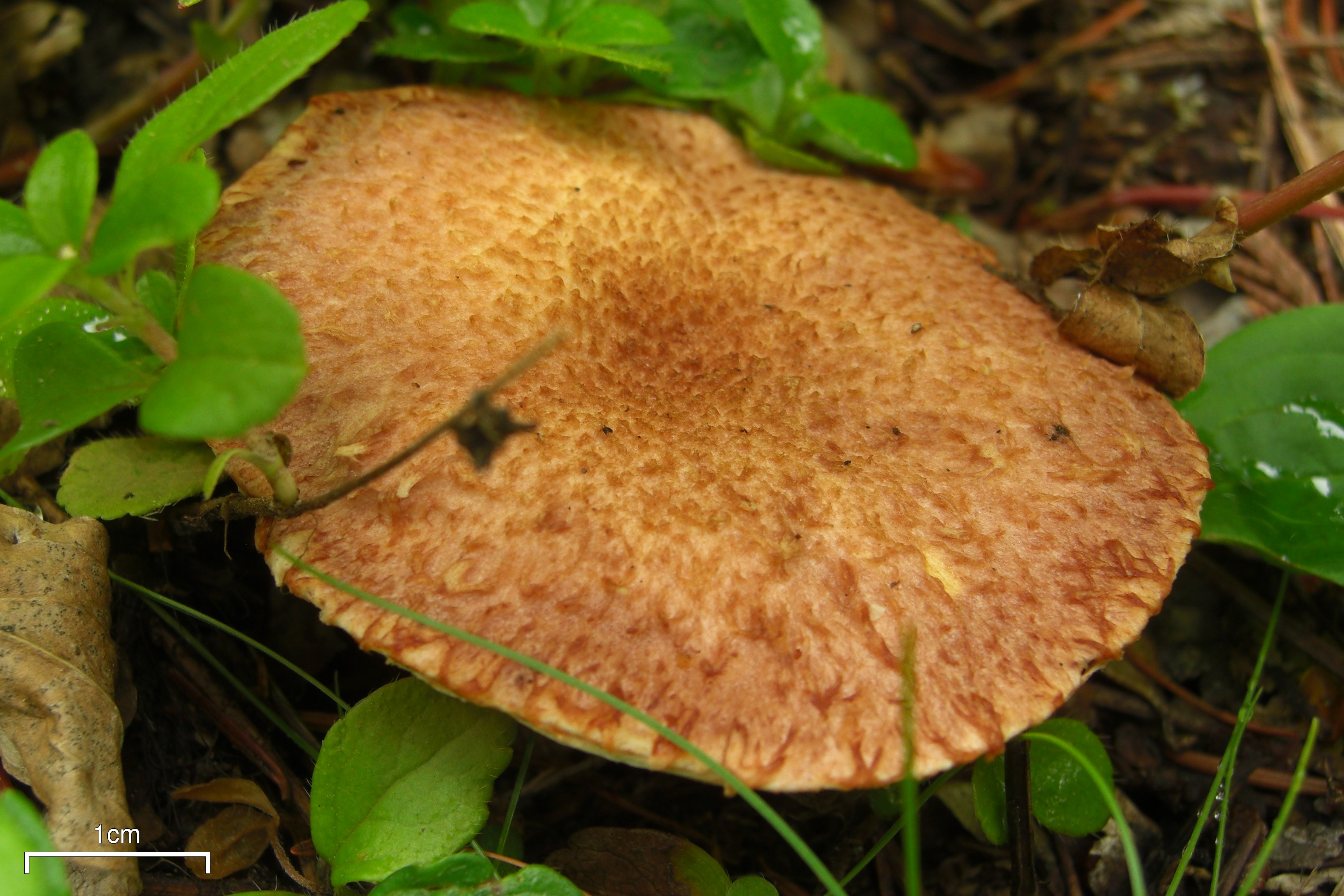
Klouzek douglaskový Suillus lakei
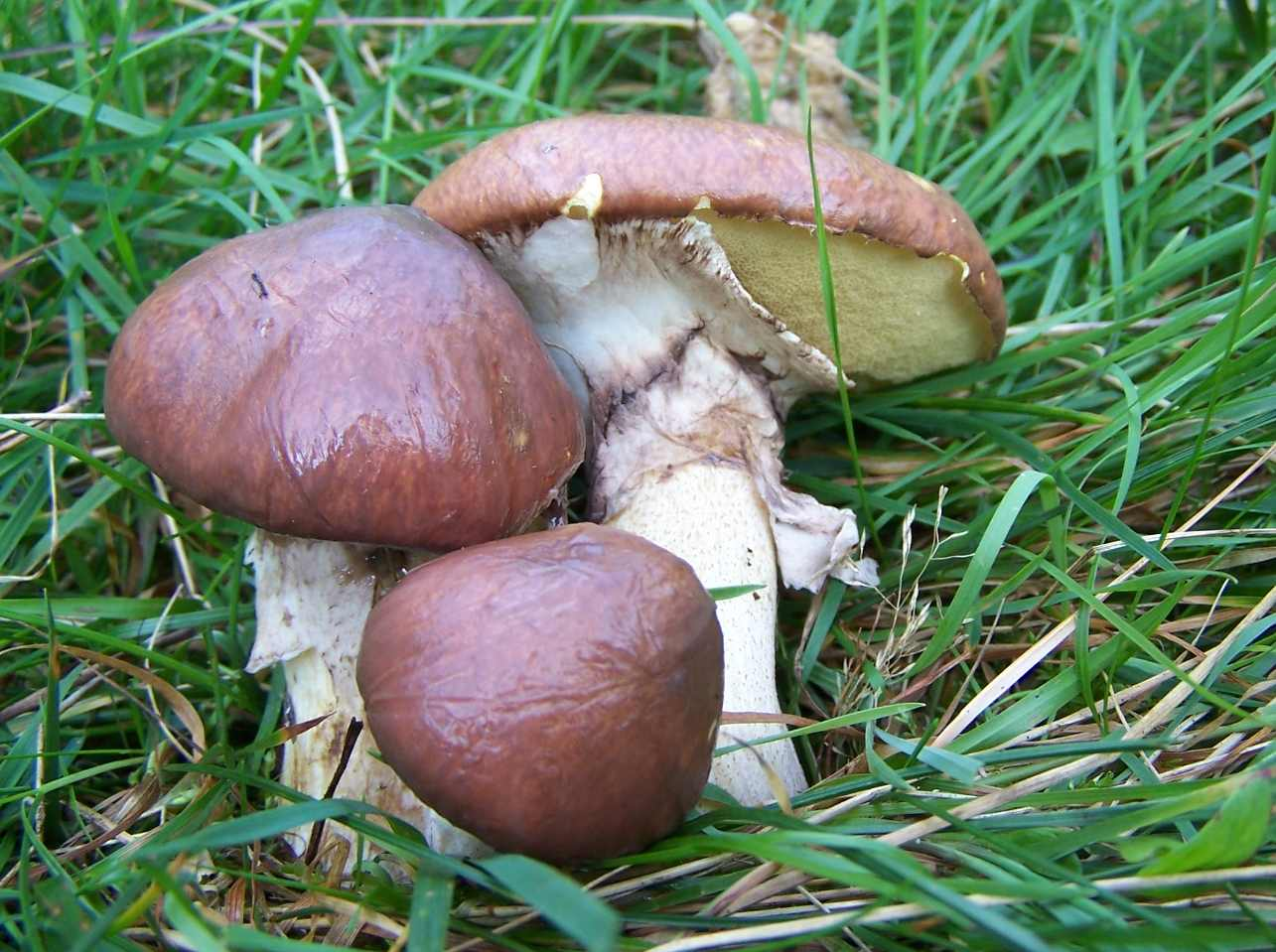
Klouzek obecný Suillus luteus
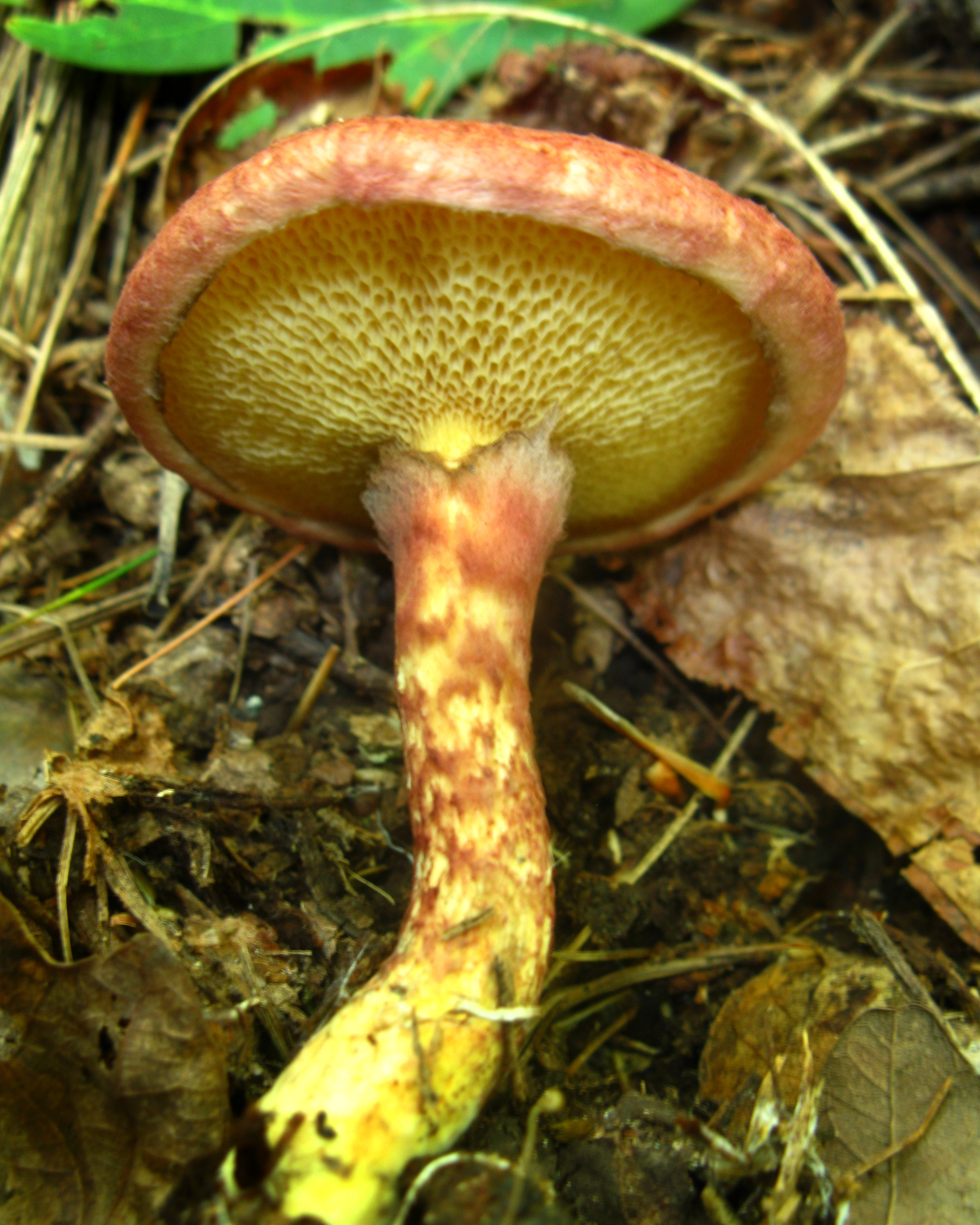
Suillus pictus
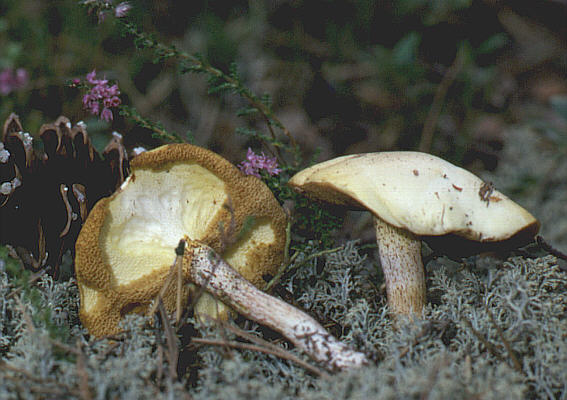
Klouzek bílý Suillus placidus
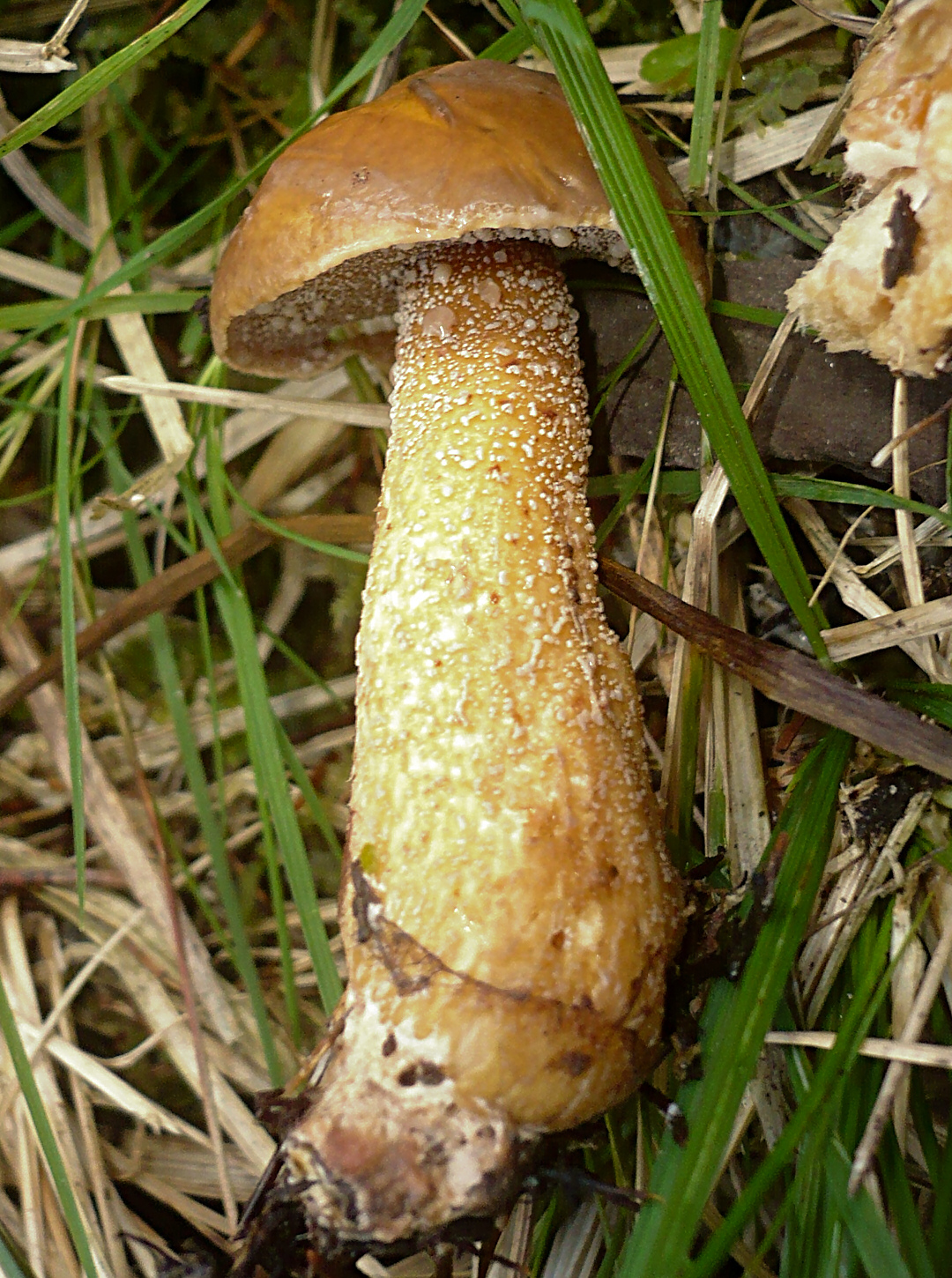
Klouzek limbový Suillus plorans
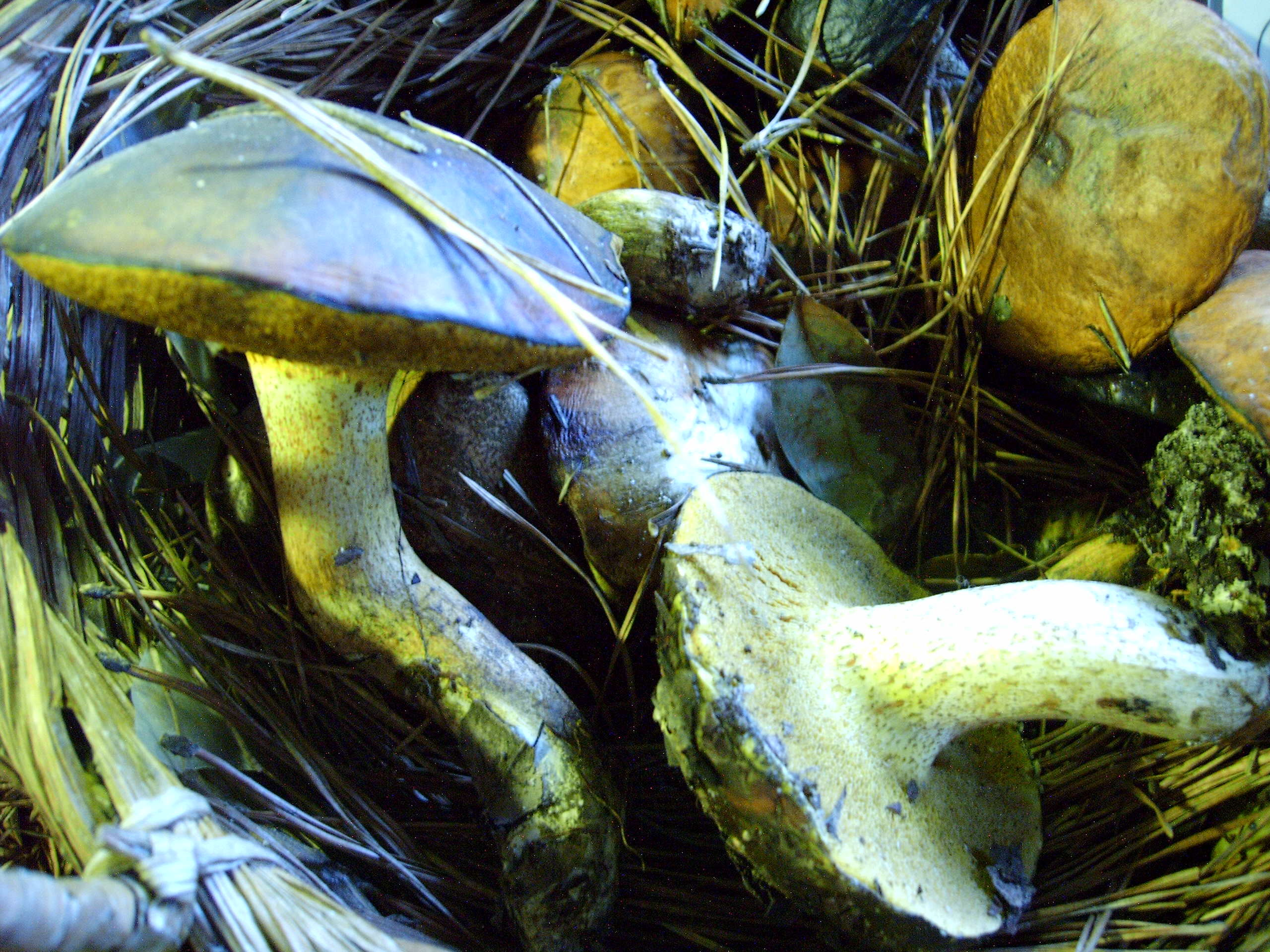
Suillus pungens
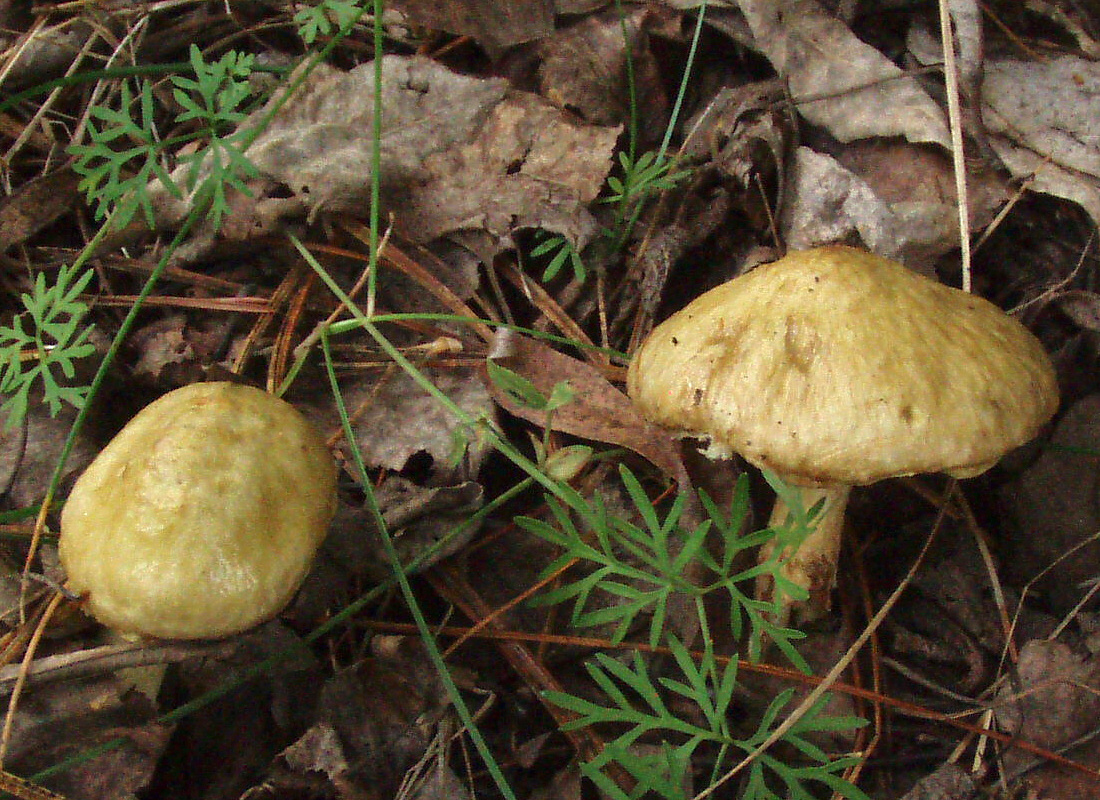
Klouzek sibiřský Suillus sibiricus
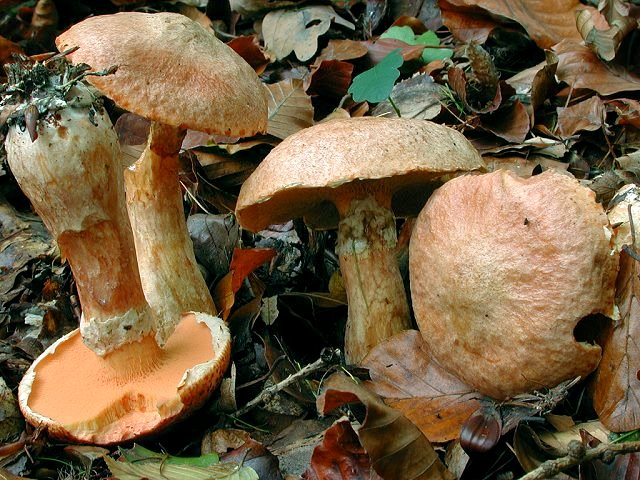
Klouzek tridentský Suillus tridentinus
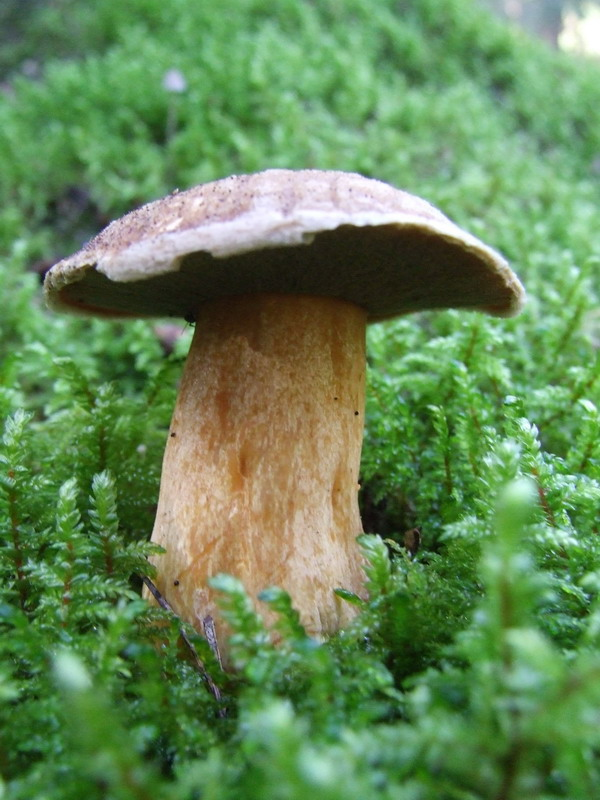
Klouzek strakoš Suillus variegatus
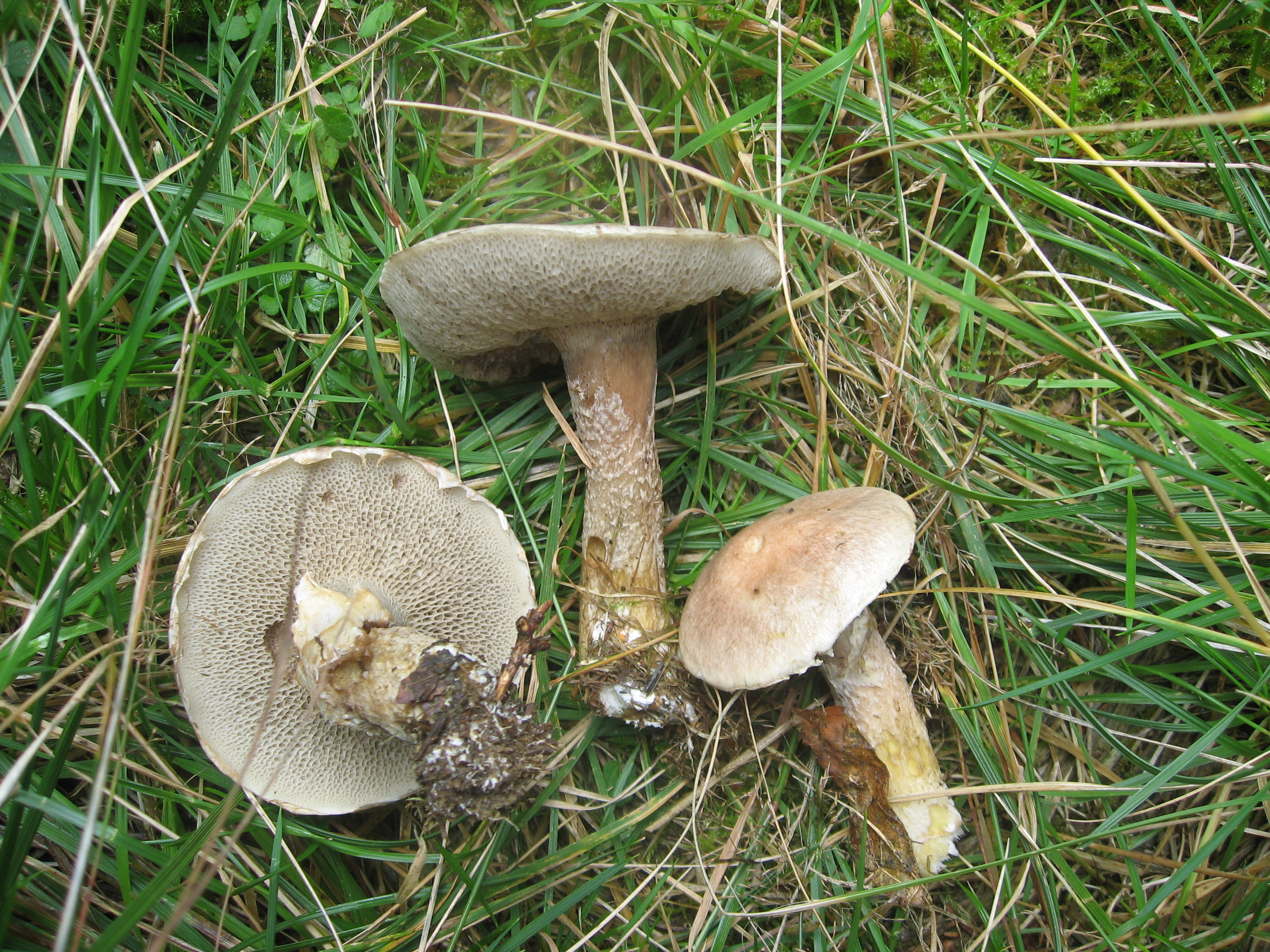
Suillus viscidus